# Mil cretins
|  | Aquest article tracta sobre el llibre. Si cerqueu la pel·lícula, vegeu «Mil cretins (pel·lícula)». |

Mil cretins és una obra que reuneix dinou contes de l'escriptor Quim Monzó. Està estructurada en dues parts, amb relats més llargs a la primera i més accelerats a la segona. La primera n'aplega set: El senyor Beneset, L'amor és etern, Dissabte, Dos somnis, Miro per la finestra, La lloança i L'arribada de la primavera. La segona n'inclou dotze: La sang del mes que ve, Trenta línies, Un tall, Una nit, Una altra nit, Enllà de la nafra, Per molts anys, Qualsevol temps passat, La plenitud de l'estiu, El noi i la dona, La forquilla i Xiatsu, amb temàtiques sobre malalties, la crisi de la maduresa o la mort, que van començar amb El millor dels mons.
Va ser publicada l'any 2007 a l'editorial Quaderns Crema. El 2008 va guanyar el Premi Maria Àngels Anglada. La decrepitud, els ancians, les residències geriàtriques i el desamor són una constant en el recull.

## Traduccions i adaptacions
Mil cretins ha estat traduït a l'alemany (Tausend Trottel, Frankfurter Verlagsanstalt, Frankfurt), a l'anglès (A thousand cretins, Open Letter Books, Nova York), a l'espanyol (Mil cretinos, Anagrama, Barcelona), al gallec (Mil cretinos, Edicións Xerais, Santiago de Compostel·la), al francès (Mille crétins, Éditions Jacqueline Chambon & Éditions Actes Sud, Arles), a l'italià (Mille cretini, Marcos y Marcos) i tres relats a l'esperanto (Mil cretins / Mil kretenoj, Associació Catalana d'Esperanto / Kataluna Esperanto-Asocio, 
Barcelona).
El 2010 Ventura Pons va rodar una pel·lícula, a partir d'aquest llibre i d'altres relats d'altres llibres de l'autor, que du per títol Mil cretins.